# Bahnhof Courcelles-Ceinture

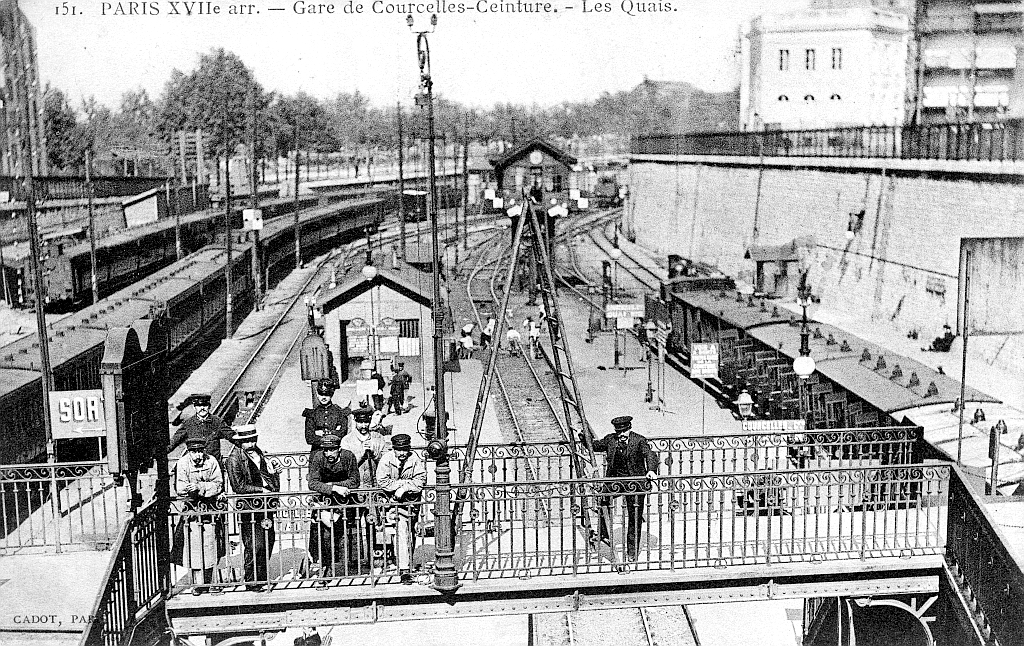
Bahnhof Courcelles-Ceinture um 1905, Blick nach Norden

Der Bahnhof Courcelles-Ceinture (französisch Gare de Courcelles-Ceinture) war ein Bahnhof an der Pariser Ringeisenbahnstrecke Petite Ceinture.

## Lage und Name
Der Bahnhof befand sich in einem Einschnitt zwischen der Rue Verniquet und der Rue Philibert Delorme im Quartier de la Plaine-de-Monceaux des 17. Arrondissements von Paris. Er lag unmittelbar hinter dem Abzweig von den Gleisen der Ligne d’Auteuil, die dem Boulevard Pereire folgten.
Den Namensbestandteil Courcelles gab der ehemalige gleichnamige Weiler auf dem Gebiet des heutigen Vororts Levallois-Perret. Der Namenszusatz „Ceinture“ (Gürtel) unterschied den Bahnhof von der nahen Station Courcelles - Levallois.

## Geschichte und Beschreibung
Die Petite Ceinture wurde in den Jahren 1852 bis 1854 geschaffen. Als Ringstrecke, die weitgend dem Verlauf der Thiersschen Stadtbefestigung folgte, verband sie die in Kopfbahnhöfen beginnenden Radialstrecken der privaten Eisenbahnunternehmen miteinander, wies aber auch eigenen Personen- und Güterverkehr auf. Der endgültige Ringschluss erfolgte 1869 mit der 1378 m langen Verbindung Raccordement de Courcelles zwischen den Bahnhöfen Avenue de Clichy und Courcelles (- Levallois). Letzterer liegt an der Bahnstrecke Ligne d’Auteuil, die damals der Compagnie des chemins de fer de l’Ouest gehörte und weitgehend in die Petite Ceinture integriert wurde.
Betreiber der Bahn war das Konsortium Syndicat de Chemin de Fer de Ceinture, ein Zusammenschluss von fünf Bahngesellschaften.
Zunächst diente sie dem Austausch von Güterwagen zwischen deren Netzen. Die ersten Personenzüge im Nahverkehr verkehrten erst 1862, der Transit-Güterverkehr wurde wiederum bereits ab 1883 zunehmend über den Außenring Grande Ceinture abgewickelt.
Mit dem Ringschluss „Courcelles“ wurde am 25. März 1869 der Bahnhof Courcelles-Ceinture in Betrieb genommen. Die mehrgleisige Station mit zwei Bahnsteiggleisen an einem Mittelbahnsteig löste den Bahnhof Avenue de Clichy als Endbahnhof für die Personenzüge auf dem nördlich der Seine (Rive Droite) gelegenen Abschnitt der Petite Ceinture ab.
Auf einer Drehscheibe am südlichen Bahnhofskopf wurden die Dampflokomotiven gedreht und gelangten auf diesem Weg vom Ankunfts- auf das Abfahrtgleis. Die Verbindung zum unmittelbar angrenzenden Bahnhof Courcelles (in diesem Zusammenhang in Courcelles - Levallois umbenannt) an der Ligne d’Auteuil wurde im Regelbetrieb nicht genutzt. Die Anlagen der Petite Ceinture und der Ligne d’Auteuil waren durch einen Zaun voneinander getrennt. Für Umsteiger wurden die beiden Stationen über eine Fußgängerbrücke miteinander verbunden, die 1899 durch eine unterirdische Passage ersetzt wurde.
Im Hinblick auf die Weltausstellung des Jahres 1889 erhielt der Bahnhof Courcelles-Ceinture einen zweiten Bahnsteig und weitere Abstellgleise. Die Personenzüge der Petite Ceinture wurden ab dem 1. Mai 1889 – erstmals über ihn hinaus – via Ligne d’Auteuil über den Bahnhof Grenelle bis zum temporären Ausstellungsbahnhof Champ de Mars geführt. Anstelle von zwei Zügen pro Stunde und Richtung wurden nun werktäglich größtenteils vier, an Sonn- und Feiertagen bis zu sieben Züge eingesetzt. Bei Zügen, die in Auteuil begannen oder endeten, wurden in Courcelles-Ceinture allerdings zunächst die Lokomotiven gewechselt. Nach dem Ende der Weltausstellung behielt man die werktägliche Folge von vier Zügen pro Stunde bei, von denen nun je zwei über den ganzen Ring verkehrten.

Plan des anlässlich der Weltausstellung des Jahres 1900 errichteten Empfangsgebäudes

Um den zusätzlichen Verkehr zur Weltausstellung des Jahres 1900 bewältigen zu können, wurde die Ligne d’Auteuil teilweise viergleisig ausgebaut und eine direkte Verbindung zum Bahnhof Champ de Mars über die Station Boulainvilliers geschaffen. Damit wurde auch der Südkopf des Bahnhofs Courcelles-Ceinture verändert, in dem zwei der sechs über die Ligne d’Auteuil dorthin stündlich verkehrenden Züge begannen bzw. endeten. Dazu kamen zwei stündliche Vollringzüge, die den Bahnhof Paris-Nord anfuhren und dort gebrochen wurden, zwei Zugpaare Saint-Lazare–Auteuil–Courcelles-Ceinture und zwei weitere Parc de Montsouris–Auteuil–Courcelles-Ceinture. Die Vollringzüge der Compagnie des chemins de fer du Nord (NORD) verkehrten mit Lokomotiven und Wagen dieser Bahngesellschaft. Zur Weltausstellung des Jahres 1900 erhielt der Bahnhof ein dreigeschossiges Empfangsgebäude mit einem Dach, das an asiatische Pagoden erinnerte. Der Entwurf stammte von Juste Lisch, Bauherr war die Compagnie des Chemins de fer de l’Ouest. Der Eingangsbereich des Empfangsgebäudes befand sich oberhalb des Gleisniveaus an der Brücke, die den Straßenzug Rue Alphonse de Neuville–Rue Alfred Roll über dessen Südkopf führte.
Ab 1900 wurde die Métro der Compagnie du chemin de fer métropolitain de Paris (CMP) mit ihren schnelleren und komfortableren elektrischen Zügen allmählich zu einer ernsthaften Konkurrenz. Auch zu den elektrischen Straßenbahnen wanderten Fahrgäste ab. 1902 wurde zudem ein Teil des Transit-Güterverkehrs von der Grande auf die Petite Ceinture zurückverlagert, was den Personenverkehr verlangsamte. Ein Jahr später verließ die NORD das Syndicat, ihr letzter Personenzug verkehrte im Februar 1908 über die Ringstrecke. Im März 1915 waren an Werktagen nur noch vier Züge pro Stunde auf der Petite Ceinture unterwegs; aufgrund der Personalknappheit und der gestiegenen Treibstoffpreise nach Beginn des Ersten Weltkriegs wurde ab Dezember jenes Jahres der Ring nicht mehr vollständig befahren und Courcelles-Ceinture bis nach Kriegsende von Norden her wieder zum Endbahnhof. 1925 wurde die Ligne d’Auteuil elektrifiziert, die sie nutzenden Ringzüge verkehrten dort aber weiterhin mit Dampflokomotiven.
In den 1920er Jahren nahm die Zahl der Fahrgäste der Petite Ceinture kontinuierlich ab. Nutzten 1919 noch mehr als 13 Millionen Personen die Züge der Ringbahn, sank deren Zahl bis 1927 auf weniger als 7 Millionen. Nur die Weltwirtschaftskrise brachte vorübergehend neue Passagiere. Im Juni 1931 schlug das Syndikat vor, einen Teil der Petite Ceinture an die CMP, den Betreiber der Métro, abzugeben. In der Folgezeit wurde jedoch beschlossen, die Personenzüge der Ringbahn durch Omnibusse zu ersetzen. Der letzte Ringbahnzug verließ den Bahnhof Courcelles-Ceinture am 22. Juli 1934.
Nach der Schließung wurden die Gleise des Bahnhofs zum Abstellen von Eisenbahnfahrzeugen, insbesondere von zur Verschrottung anstehenden Dampflokomotiven, genutzt. In den 1950er Jahren wurde das Empfangsgebäude abgerissen und das Bahnhofsgelände, mit Ausnahme einer zweigleisigen Trasse längs der Rue Philibert Delorme, weitgehend mit Wohngebäuden bebaut.
Von der Schließung unberührt blieb der elektrische Verkehr zwischen Auteuil und Pont-Cardinet über Courcelles - Levallois. Die Ligne d’Auteuil wurde erst 1985 stillgelegt. Anschließend wurde sie teilweise umgebaut und der entsprechende Abschnitt am 25. September 1988 als Teil der Linie C des Réseau express régional d’Île-de-France (RER) wiedereröffnet. Deren Züge tangieren heute auf zwei Streckengleisen ohne Halt das Gelände des einstigen Bahnhofs Courcelles-Ceinture.